# Hermidio Barrantes
Hermidio Barrantes Cascante (né le 2 septembre 1964 à Puntarenas au Costa Rica) est un footballeur international costaricien, qui évoluait au poste de gardien de but.

## Biographie

### Carrière en sélection
Avec l'équipe du Costa Rica, il joue 38 matchs (pour aucun but inscrit) entre 1989 et 2000. Il figure notamment dans le groupe des sélectionnés lors de la Coupe du monde de 1990. Lors du mondial, il joue le match des huitièmes de finale perdue contre la Tchécoslovaquie.
Il participe également à la Copa América de 1997, ainsi qu'à la Gold Cup de 2000.